# Gnidia involucrata
Gnidia involucrata är en tibastväxtart som beskrevs av Ernst Gottlieb von Steudel och Achille Richard. Gnidia involucrata ingår i släktet Gnidia och familjen tibastväxter. Inga underarter finns listade i Catalogue of Life.